# Миттлере-Эбрах
Миттлере-Эбрах (нем. Mittlere Ebrach, также наз. Mittelebrach) — река в Германии, протекает по Верхней Франконии (земля Бавария). Речной индекс 242942. Длина реки 29,48 км. Площадь бассейна 133,95 км². Высота истока 440 м. Высота устья 261 м.